# Martti Lappalainen
Pour les articles homonymes, voir Lappalainen.
Martti Eemil Lappalainen, né le 11 avril 1902 à Ruokolahti et mort le 6 octobre 1941 à Mäntysova, est un fondeur et patrouilleur militaire finlandais.

## Palmarès

### Jeux olympiques d'hiver
- Médaillé d'argent en ski militaire aux Jeux olympiques d'hiver de 1924 à Chamonix-Mont-Blanc ( France)

### Championnats du monde
- Championnats du monde de ski nordique 1934 à Solleftea 
  -  Médaille d'or en relais 4 × 10 km.
  -  Médaille de bronze sur 18 km.